# 3528 Counselman
3528 Counselman este un asteroid din centura principală, descoperit pe 2 martie 1981 de Schelte Bus.